# Jack rechnet ab
Jack rechnet ab (Originaltitel: Get Carter) ist ein britischer Gangsterfilm aus dem Jahre 1971. Regie führte Mike Hodges. Der Film basiert auf dem Roman Jack rechnet ab von Ted Lewis.  Im Jahr 2000 entstand die Neuverfilmung Get Carter – Die Wahrheit tut weh mit Sylvester Stallone in der Hauptrolle.

## Handlung
Jack Carter ist ein Gangster aus Newcastle. Nun lebt er in London, arbeitet für Gerald Fletcher und hat eine Affäre mit dessen Geliebter Anna (in der deutschen Synchronisation Janett). Zu Beginn des Films kehrt Jack für die Trauerfeier seines Bruders Frank nach Hause zurück. Obwohl Frank angeblich als Betrunkener bei einem Autounfall starb, vermutet Jack einen Mord und macht sich an die Aufdeckung der Wahrheit.
Er mietet sich ein Zimmer in einem kleinen Haus und beginnt mit der Auffrischung früherer Bekanntschaften. Zu diesen gehört auch Franks Geliebte Margaret und seine Tochter Doreen, die möglicherweise aber auch Jacks Kind sein könnte, da er mit Franks verstorbener Frau zu dieser Zeit eine kurze Affäre hatte.
Auf einer Rennbahn trifft er Eric Paice, dem er zum Landsitz der Unterweltgröße Cyril Kinnear folgt. Dort trifft er neben Kinnear, der ihm mit Unverständnis begegnet, dessen Geliebte Glenda. Auf dem Heimweg wird ihm von Schlägern aufgelauert. Nachdem er diese besiegt hat, gibt ihm einer den Tipp, sich mit Cliff Brumby zu unterhalten. Der ist ein Geschäftsmann, der die lokalen Spielhallen kontrolliert. Dieser verrät ihm schließlich, das Cyril Kinnear der Mörder von Frank ist.
Jack begleitet Glenda zu ihrem Haus. Zufällig sieht er einen Pornofilm, in dem seine Nichte Doreen zu sehen ist. Auch Margaret und Glenda spielen eine Rolle in dem Film. Glenda, die nichts von Jacks Verbindung zu Doreen ahnt, bestätigt ihm, dass der Film Kinnear gehört und Eric an der Produktion beteiligt war.
Jack startet einen unbarmherzigen Rachefeldzug. Nachdem er die Schuldigen beseitigt hat, wird er selbst von einem Auftragskiller erschossen.

## Auszeichnungen
Im Jahr 1972 bekam der Film eine Nominierung bei den britischen Society of Film and Television Arts Awards in der Kategorie Bester Nebendarsteller (Ian Hendry). Das British Film Institute wählte Jack rechnet ab im Jahre 1999 auf Platz 16 der besten britischen Filme aller Zeiten.

## Schnittfassungen und Altersfreigaben
Die britische Kinofassung musste leicht geschnitten werden, um die Zulassung für Vorführungen ab 18 Jahren (Kategorie "X") zu bekommen. Bei der ursprünglichen deutschen Kinofassung wurden 9 Minuten geschnitten. In einer für das Schweizer Fernsehen restaurierten Fassung von 2021 wurden die Szenen unsynchronisiert mit Untertiteln ausgestrahlt. Die Bundesprüfstelle für jugendgefährdende Medien (BPjM) setzte die deutsche Videofassung 1984 auf  die Liste der jugendgefährdenden Medien. Nach Ablauf der gesetzlichen 25-Jahresfrist erfolgte eine Neubewertung am 13. Mai 2009, die zu einer Folgeindizierung bis zum Jahr 2034 führte.
Die niederländische und französische DVD, von Warner Entertainment, hat deutsche Untertitel und ist nach Paul-System-Lauflänge 107 Minuten lang. Der WDR-Fernsehsender strahlte eine ungeschnittene Version, mit zum Teil deutschen Untertiteln aus.

## Kritiken
„Außergewöhnlicher britischer Gangsterfilm, dessen spannungsvolle Charakterisierung der Hauptfigur zwischen äußerer Emotionslosigkeit und plötzlichen Wutausbrüchen stilbildend wirkte. In seiner Härte und Kompromisslosigkeit durchaus repräsentativ für eine bestimmte Strömung des 70er-Jahre-Kinos.“

„Kompromissloser Seventies-Kultfilm mit einem fantastischen Michael Caine.“

„"Get Carter" is a tense, hard-boiled crime movie that uses Michael Caine, for once, as the sure possessor of all his unconscious authority.“

„Das ist das besondere an diesem Film: Spiel der Akteure, Musik, Szenerie – all das stimmt, passt zusammen. Wertung: 10 von 10 Punkten“